# Alexianne Castel
Alexianne Castel (Burdeos, 25 de julio de 1990) es una deportista francesa que compitió en natación, especialista en el estilo espalda.
Ganó una medalla de oro en el Campeonato Mundial de Natación en Piscina Corta de 2010, una medalla de oro en el Campeonato Europeo de Natación de 2012 y tres medallas en el Campeonato Europeo de Natación en Piscina Corta entre los años 2008 y 2012.
Participó en dos Juegos Olímpicos de Verano, en los años 2008 y 2012, ocupando el séptimo lugar en Londres 2012, en la prueba de 200 m espalda.

## Palmarés internacional
| Campeonato Mundial en Piscina Corta | Campeonato Mundial en Piscina Corta | Campeonato Mundial en Piscina Corta | Campeonato Mundial en Piscina Corta |
| Año                                 | Lugar                               | Medalla                             | Prueba                              |
| ----------------------------------- | ----------------------------------- | ----------------------------------- | ----------------------------------- |
| 2010                                | Dubái (EAU)                         | Medalla de oro                      | 200 m espalda                       |
| Campeonato Europeo                  |                                     |                                     |                                     |
| Año                                 | Lugar                               | Medalla                             | Prueba                              |
| 2012                                | Debrecen (Hungría)                  | Medalla de oro                      | 200 m espalda                       |
| Campeonato Europeo en Piscina Corta |                                     |                                     |                                     |
| Año                                 | Lugar                               | Medalla                             | Prueba                              |
| 2008                                | Rijeka (Croacia)                    | Medalla de plata                    | 200 m espalda                       |
| 2009                                | Estambul (Turquía)                  | Medalla de oro                      | 200 m espalda                       |
| 2012                                | Chartres (Francia)                  | Medalla de plata                    | 200 m espalda                       |